# Marek Zieliński

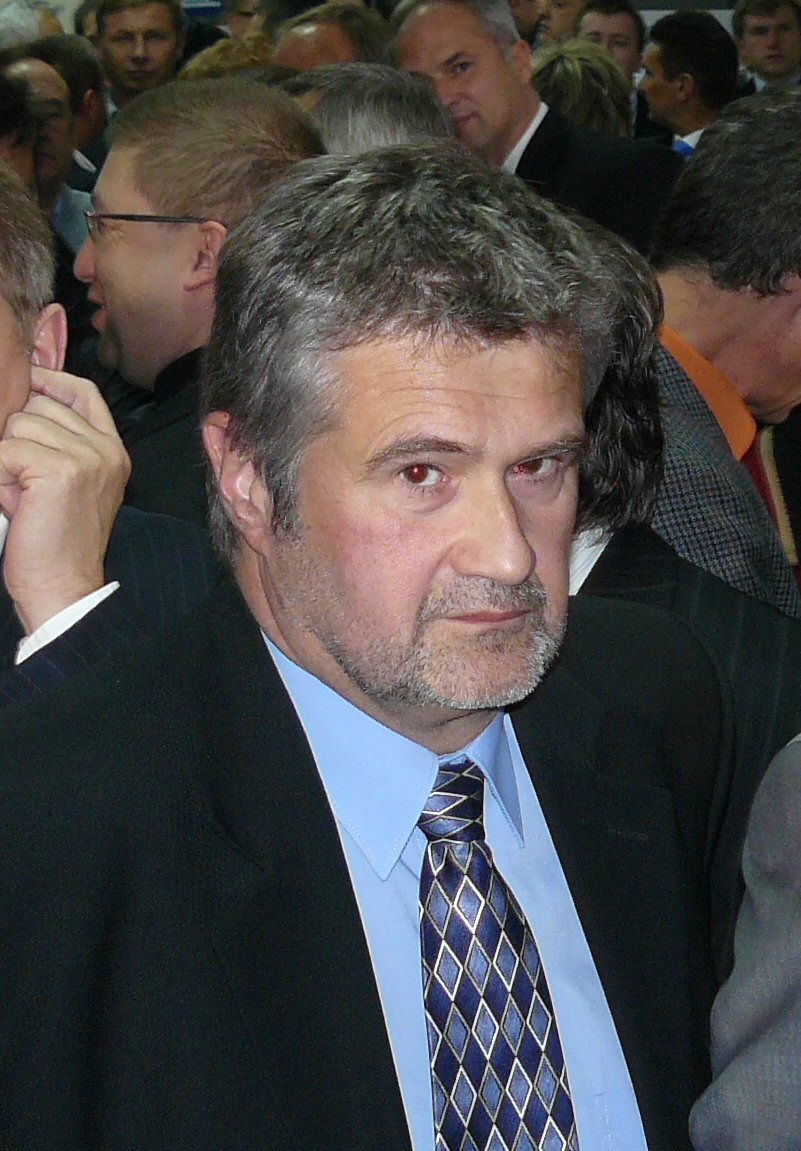
Marek Zieliński (2007)

Marek Grzegorz Zieliński (* 7. Oktober 1952 in Gorzów Wielkopolski) ist ein polnischer Politiker (Solidarność, UD, UW, PO). Er gehörte von 1991 bis 2001 und von  2007 bis 2011 dem Sejm in dessen I., II., III. und VI. Wahlperiode an.

## Leben und Beruf
Marek Zieliński studierte an der Technischen Universität Posen im Fachbereich für Maschinen- und Fahrzeugbau und schloss diese 1977 als Ingenieur ab. Anschließend arbeitete er in der Transportabteilung des Metallurgieunternehmens Pomet. Später arbeitete er in Privatunternehmen und war auch Dozent an der Wyższa Szkoła Techniczno-Humanistyczna Kadry dla Europy w Poznaniu. Von 2011 bis 2017 war er Vizepräsident des Woiwodschaftsfonds für Umweltschutz und Wasserwirtschaft in Posen.

## Politik
1980 wurde Zieliński Mitglied der Gewerkschaft Solidarność und war 1982 bis 1988 Organisator des Vertriebs unabhängiger Zeitschriften wie etwa desjenigen des Obserwator Wielkopolski. Zugleich war er zu dieser Zeit Mitglied des Arbeiterrates des Pomet. Mit der Legalisierung der Solidarność begann er die Organisation der Gewerkschaft im Pomet aufzubauen und wurde stellvertretender Chef des Wahlkomitees für die Woiwodschaft Posen. 1990 wurde Marek Zieliński Vorsitzender der Gewerkschaft im Unternehmen Pomet. 1991 trat er bei der ersten Wahl der Dritten Polnischen Republik für die Solidarność an und konnte in den Sejm einziehen. Entgegen der Position der Gewerkschaftsführung sprach er sich für die weitere Unterstützung der Regierung von Hanna Suchocka aus und wechselte nach der Auflösung des Sejim zur Unia Demokratyczna (UD). Bei der Parlamentswahl 1993 wurde er für die UD wiedergewählt. Durch die Fusion der UD mit dem Kongres Liberalno-Demokratyczny wurde er Mitglied der Unia Wolności (UW), für die er bei der Parlamentswahl 1997 erneut in den Sejm einzog. Da die UW bei der Parlamentswahl 2001 an der 5-%-Hürde scheiterte, schied er aus dem Sejm aus.
Ab 2006 saß er als Mitglied der Platforma Obywatelska (PO) im Sejmik der Woiwodschaft Großpolen. Bei den vorgezogenen Parlamentswahlen 2007 konnte er mit 10.207 Stimmen im Wahlkreis 39 Poznań ein Mandat für den Sejm erringen. Dort arbeitete er in den Kommissionen für öffentliche Finanzen und Wirtschaft. Bei der Parlamentswahl 2011 wurde er nicht wiedergewählt.